# Hexeurytoma nigripennis
Hexeurytoma nigripennis är en stekelart som beskrevs av Boucek 1988. Hexeurytoma nigripennis ingår i släktet Hexeurytoma och familjen kragglanssteklar.
Artens utbredningsområde är Papua Nya Guinea. Inga underarter finns listade i Catalogue of Life.